# Maigret und die Frau ohne Kopf
Maigret und die Frau ohne Kopf, auch bekannt als Sein schwierigster Fall, ist ein französischer Kriminalfilm aus dem Jahr 1944 nach dem Roman Maigret verliert eine Verehrerin (frz. Original: 'Cécile est morte') des belgischen Schriftstellers Georges Simenon. Es ist der zweite Film einer Trilogie mit Albert Préjean als Kommissar Jules Maigret.

## Handlung
Seit sechs Monaten erhält der bekannte Kommissar Maigret täglich den Besuch einer altmodisch gekleideten, unscheinbaren Frau. Jedes Mal erzählt Cécile Pardon, so ihr Name, die gleiche Geschichte: Sie wohnt bei einer alten, mürrischen Dame, ihrer Tante, und glaubt, dort öfter ein geheimnisvolles Kommen und Gehen zu vernehmen. Maigret misst dieser immer wieder hartnäckig vorgebrachten Aussage keine Bedeutung bei.
Auf einer Streife findet der Kommissar wenige Tage später den Leichnam einer jungen Frau in einem Hotelzimmer. Sie wurde erdrosselt und dann vom Mörder enthauptet. Ihre Identität ist nicht geklärt. Auf dem Spiegel im Zimmer steht zum Erstaunen Maigrets das Wort 'Cécile' geschrieben. Der Kommissar begibt sich sofort zur Tante Céciles. Von ihr, der Witwe Boynet, wird er jedoch brüsk vor die Tür gesetzt. Die Mieter des Hauses, in dem Cécile wohnt, wissen nichts. Auch nicht Monsieur Dandurand, ein alter, ungepflegter Junggeselle und Direktor eines Hilfswerks für heimatlose Kinder, der im vierten Stock wohnt.
Am nächsten Morgen erfährt Maigret den Namen der Ermordeten: Gilberte Pardon. Es war die Schwester Céciles! Er eilt zu Frau Boynet. Niemand öffnet, er lässt die Tür aufbrechen und findet die alte Frau erdrosselt auf ihrem Bett. Noch während der Untersuchung erfährt der Kommissar, dass Cécile in einem Winkel des Kommissariats auf dieselbe Art und Weise getötet wurde.
Maigret verhört die Mieter des Hauses Boynet. Von Herrn Dandurand erfährt er, dass die Witwe Boynet die steinreiche Inhaberin einiger zweideutiger Etablissements war. Dandurand war ihr Geschäftsführer. Nachts empfing sie ihn zu geschäftlichen Besprechungen. Nachdenklich erkennt Maigret, dass Cécile ihn doch nicht umsonst so oft belästigt hatte.
Bei dem Begräbnis der Ermordeten meldet sich ein legitimer Erbe der Tante. Kompromittierende Papiere, die er in seinem Haus für die misstrauische Witwe verwahrte und die er jetzt der Polizei zur Verfügung stellt, enthalten den Schlüssel für die rätselhaften Verbrechen.
Die Spur führt zu Anwalt Machepied, der gemeinsam mit einem Komplizen für die Tat verantwortlich ist. Er flüchtet nach La Rochelle, wo ihn Maigret und sein Assistent Lucas nach einer Verfolgungsjagd stellen und verhaften können.

## Kritiken
Das Lexikon des internationalen Films urteilte: „Ein verwickelt geschriebener Maigret-Film, dessen Lösung gleichsam aus der Wundertüte kommt; nach einem eher routinemäßigen Roman von Georges Simenon unspektakulär inszeniert.“

## Deutsche Veröffentlichung
Der Film kam 1949 unter dem wenig aussagekräftigen Titel Sein schwierigster Fall in die deutschen Kinos. Diese Synchronfassung gilt als verschollen. Für die DVD-Veröffentlichung bei Pidax-Film wurde ein Neusynchronisation durch das Studio Labsix angefertigt. Da der Titel Sein schwierigster Fall zu nah am bekannteren Maigret-Film Maigret und sein größter Fall mit Heinz Rühmann ist, wählte man für die neue deutsche Sprachfassung den aussagekräftigeren Titel Maigret und die Frau ohne Kopf.

## Vorlage
Der Film basiert auf dem Roman Cécile est morte, dem 22. Roman der insgesamt 75 Maigret-Romane (der Kommissar trat auch in 28 Erzählungen auf). Die Geschichte entstand im Dezember 1940 in Fontenay-le-Comte und erschien zwischen dem 18. Februar und dem 5. April 1941 in 45 Fortsetzungen in der Tageszeitung Paris-Soir. Auf Deutsch erschien der Roman erstmals 1967 unter dem Titel Maigret und das Dienstmädchen, die Neuübersetzung aus den 1980ern heißt Maigret verliert eine Verehrerin.